# 曹延禄
曹 延禄（そう えんろく、生没年不詳）は、北宋時期の曹氏帰義軍節度使の六代目である。曹元忠の子である。曹延恭の死後、位を継いだ。

## 略歴
太平興国5年（980年）、検校太保・沙州刺史の位を授かり、帰義軍節度使・瓜沙等州観察処置営田押蕃落等使に充てられた。
咸平4年（1001年）正月戊子、真宗は曹延禄を譙郡開国公に封じた。
久しからずして、曹延禄は族子の曹宗寿に殺された。北宋は羈縻政策をもって対峙したので、曹宗寿は帰義軍節度使でありえた。